# Меліна Меркурі
Марія Амалія Меркурі (грец. Μαρία Αμαλία Μερκούρη, 18 жовтня 1920, Афіни — 6 березня 1994, Нью-Йорк), відома як Меліна Меркурі (грец. Μελίνα Μερκούρη) — грецька акторка, співачка, письменниця та політична діячка. Перша жінка-міністр культури Греції. Автобіографка.

## Біографія
Найбільш значимою людиною в її дитинстві був дід Спірос Меркуріс — багатолітній мер Афін. Її батько був видатним політиком і членом Грецького парламенту, а дядько — Георгіос Меркуріс, лідером Грецької національної соціалістичної партії. Після розлучення батьків Марія Амалія жила із матір'ю Ірен Лаппа.
Під час Другої світової війни одружилася з сином впливових афінян Паносом Харокопосом. Їх багатство і вплив допомогли вижити під час окупації Греції. Шлюб тривав понад 20 років, попри те, що був фіктивним.
Театральну освіту Меркурі здобула у Національній школі драми, після її закінчення працювала у Національному театрі Греції. Її перший грецький фільм «Стелла», знятий Міхалісом Какояннісом, режисером кінокартини «Грек Зорба», привів її в Канни, де вона була номінована на Золоту пальмову гілку. Там Меркурі познайомилась із режисером Жулем Дассеном, з яким одружилася.
У 1960 році номінована на «Оскар» за роль у фільмі «Ніколи в неділю» Жуля Дассена. Хоча премію вона не отримала, це принесло акторці світову популярність і нові зоряні ролі в таких фільмах, як «Федра» і «Кинджал Топкапі» Жуля Дассена, а також «Весело, Весело». Наприкінці 1970-х Меліна Меркурі залишила кіно, знявшись останній раз у фільмі свого чоловіка «Мрія про пристрасть» в 1978, в якому разом з нею знімалася початківиця Елен Берстін. У 1971 році Меліна Меркурі написала автобіографію «Я народилася грекинею».
Перша пісня Меліни Меркурі «Hartino to Fengaraki», написана Маносом Хатзідакісом та Нікосом Гатсосом, була використана для грецької постановки твору Теннессі Вільямса «Трамвай „Бажання“». Деякі її пісні здобули гучної популярності у Франції.
У період військової диктатури в Греції (1964—1974) Меліна жила у Франції. Коли диктатор Паттакос позбавив її грецького громадянства, вона сказала: «Я народилася грекинею і помру грекинею. А містер Паттакос народився фашистом і помре фашистом». Впродовж тих років, що Меркурі жила у Франції, вона записала одну пісню грецькою і три французькою, які були дуже популярні. Завдяки незвичайному голосу вона стала відмінною виконавицею знаменитих грецьких пісень.

### Політична діяльність
Після повалення диктатури в Греції Меркурі повернулася на батьківщину і увійшла до Грецького парламенту від партії ПАСОК. У 1981 році вона стала першою жінкою-міністром культури Греції. Меркурі очолювала міністерство у період з 1981 по 1989 роки, а пізніше з 1993 по 1994 роки. Протягом цього часу вона:
- започаткувала проєкт «Культурна столиця Європи», зумівши переконати в реальності втілення цієї ідеї Раду міністрів Європейського Союзу. Ідея полягала в тому, щоб щорічно в одному з європейських міст демонструвати всі прояви сучасної європейської культури. Метою програми було зближення європейців на основі співпраці в сфері культури, полегшення економічного, політичного та культурного об'єднання країн.

- започаткувала кампанію з повернення мармурових скульптур Парфенона, які були незаконно вивезені з Греції та нині експонуються у Британському музеї. У той же час вона приділила особливу увагу відновленню пам'ятників Афінського акрополя та провела перший конкурс на проєкт Нового музею Акрополя;

- замовила дослідження з інтеграції всіх археологічних розкопок в Афінах, тобто з інтеграції історичного центру Афін, а саме Священного шляху в Елефсін, Плаки та храму Зевса Олімпійського. За її сприяння їх територія утворила археологічний парк, вільний від автомобільного руху;

- представила безкоштовний доступ в музеї та археологічні пам'ятки для громадян Греції;

- організувала серію вражаючих виставок грецької культурної спадщини і сучасного грецького мистецтва на всіх п'яти континентах;

- надала повну підтримку проєктові будівництва Афінського концерт-холлу «Мегарон»;

- 1989 року підтримала проєкт Музею візантійської культури в Салоніках, найбільшого музею, заснованого в Греції в 20 столітті.

- заснувала щорічні літературні премії; створила муніципальні театри в регіонах; підтримувала і сприяла розвитку грецького кіно.

- палко відстоювала право Греції на проведення Олімпійських ігор 1996 року в Афінах з нагоди сторіччя з перших сучасних Олімпійських ігор 1896 року

Меліна Меркурі померла 6 березня 1994 у Нью-Йоркській лікарні у віці 73 років від раку легенів. Похована на Першому афінському кладовищі.

## Присвяти, пам'ять
- Ще за життя Меліни Меркурі 1968 року російський поет Євген Євтушенко написав «Оду Меліні Меркурі»[10].
- На честь 16 роковин з дня смерті Меркурі 2010 року грецький канал ΕΤ1 та режисер Ставрос Стратігакіс завершили зйомки документальної стрічки «Меліна»[11].
- На початку березня 2015 року в бельгійському місті Монс відбулося офіційне відкриття проспекту Меліни Меркурі, приурочене до святкування 30-річчя програми Культурна столиця Європи[12],[13].

### Премії імені Меліни Меркурі
- 1997 року ЮНЕСКО заснувало премію імені Меліни Меркурі, яка вручається щодва роки за досягнення з охорони і управління культурними ландшафтами[14].
- 2007 року засновану щорічну театральну премію імені Меліни Меркурі[15]. Поряд із премією Дімітріса Хорна премія імені Меліни Меркурі — найпрестижніші відзнаки грецького театрального мистецтва.
- 23 березня 2010 року Жозе Мануел Баррозу повідомив про засновання премії імені Меліни Меркурі із грошовим фондом у 1,5 млн. євро. Вона вручатиметься щорічно місту, яке визнаватиметься культурною столицею Європи[16].